# 浮気はやめた
「浮気はやめた」（うわきはやめた）、ないし「エイント・ミスビヘイヴン」(Ain't Misbehavin'）は、1929年に制作されたストライド・ジャズ/初期スウィングの楽曲。ファッツ・ウォーラーとハリー・ブルックスが作曲した楽譜に、アンディー・ラザフが歌詞を載せ、ブロードウェイのミュージカル喜劇『コニーズ・ホット・チョコレート (Connie's Hot Chocolates)』で使った。ウォーラーは、ミュージカルの楽曲をひと通り書き上げたところで、さらに1曲が必要ということになり、短時間でこの曲を書き上げたとされる。

## 初期の演奏
この曲は、ハーレムのコニーズ・インでおこなわれた『コニーズ・ホット・チョコレート』の初演の際に最初にお披露目され、幕開けの歌としてポール・バス (Paul Bass) とマーガレット・シムズ (Margaret Simms) が歌い、後段ではラッセル・ウッディング (Russell Wooding) の「ハレルヤ・シンガーズ (Hallelujah Singers)」が再び歌った。『コニーズ・ホット・チョコレート』は、1926年6月にはブロードウェイのハドソン劇場に移り、『ホット・チョコレート』と改題され、ルイ・アームストロングが楽団の指揮を執った。段取りでは、アームストロングが「浮気はやめた」のトランペット・ソロをとることになっており、当初は幕開けの歌の単なるリプリーズとされていたが、アームストロングの演奏があまりにも好評を呼んだため、彼はオーケストラピットから出て舞台上でこの曲を演奏することになった。

## 同名の映画、ミュージカル
この曲を踏まえ、原題が同じ1955年の映画『奥様はジャズがお好き (Ain't Misbehavin')』や、1978年のミュージカル『エイント・ミスビヘイヴン (Ain't Misbehavin')』が制作された。前者の音楽を手がけたのはジョセフ・ガーシェンソンであったが、後者はファッツ・ウォーラーが全面的に音楽を手がけた。

## 録音
20世紀前半、この曲の楽譜の売り上げが好調だった間、数多くのアーティストたちがこの曲を録音した。1929年に発表された「浮気はやめた」のレコード6枚は、いずれもその年の米国作曲家作詞家出版者協会 (ASCAP) によるランキングに入った。
- レオ・リースマンと彼の楽団（ボーカル：ルー・コンラッド (Lew Conrad)）#2
- ルイ・アームストロング] #7
- ビル・ボージャングル・ロビンソン（アーヴィング・ミルズ（英語版）と彼のホッツィ・トッツィ・ギャングン (with Irving Mills & his Hotsy Totsy Gang)） #8
- ジーン・オースティン（英語版）（レナード・ジョイと彼の楽団 (Leonard Joy & his orchestra)） #9
- ルース・エッティング #16
- ファッツ・ウォーラー（インストゥルメンタル） #17

後にウォーラーは、1943年の映画『ストーミー・ウェザー』のために、ボーカル付きのバージョンを吹き込み直した。ウォーラーの録音は、1984年にグラミーの殿堂入りとなり、2001年にはアメリカレコード協会 (RIAA) が選定した365曲の「世紀の歌」のひとつに選ばれ、さらに2004年にはアメリカ議会図書館が国立録音登録簿に加えた50件のひとつともなった。
「浮気はやめた」はそのほかにも数多くのパフォーマーたちが吹き込んでおり、その中には、アニタ・オデイ、サラ・ヴォーン（『"Sarah Vaughan in Hi-Fi"』、1950年）、ビング・クロスビー（『Songs I Wish I Had Sung the First Time Around』、1956年）、ビリー・ホリデイ、アーサー・キット、エラ・フィッツジェラルド、キャロル・チャニング、ジャンゴ・ラインハルト、ハリー・ジェイムス、マイルス・デイヴィス、ケイ・スター、フランキー・レイン、アート・テイタム、フロイド・ペッパー、ソニー・スティット、サム・クック、ジョニー・レイ、シドニー・ベシェ、レイ・チャールズ、ナット・キング・コール、エルキー・ブルックス、エイラン・カッツェネレボーゲン、ウィリー・ネルソン、カーミット・ラフィンズ、レオン・レッドボーン、フレディ・ホワイト、デイヴ・ブルーベック、ジョニー・ハートマン、ロブソン・グリーンとジェローム・フリン（1997年のイギリスのテレビ・ミニシリーズ）、ビル・ヘイリーと彼のコメッツ（1957年にロックンロール版を録音）などがあった。ジョニー・レイのバージョンは、1956年5月に全英シングルチャートで最高17位を記録した。
1960年、トミー・ブルース・アンド・ザ・ブルーザーズ (Tommy Bruce and the Bruisers) は、この曲のカバーを全英シングルチャートの最高3位に入るヒットにした。1976年、レオン・レッドボーンはこの曲を『サタデー・ナイト・ライブ』で演奏した。また、この曲は、成功した1978年のミュージカル『Ain't Misbehavin'』の主題歌となった。カントリー音楽のアーティストであるハンク・ウィリアム・ジュニアは、1985年のスタジオ・アルバム『Five-O』に、この曲を収録した。シングルとしてもリリースされたこのバージョンは、『ビルボード』誌の「Hot Country Singles」チャートで首位となり、ウィリアムズは1986年の音楽を対象とした第29回グラミー賞において優秀男性カントリー・ボーカル・パフォーマンス賞にノミネートされた。

## 映画における使用
- 1943年：『ストーミー・ウェザー』(Stormy Weather) - ファッツ・ウォーラー[8]
- 1944年：『Atlantic City』 - ルイ・アームストロング（歌）[9]
- 1948年：『You Were Meant for Me』
- 1955年：『紳士はブルーネット娘と結婚する (Gentlemen Marry Brunettes』 - アラン・ヤング、ジェーン・ラッセル、ジーン・クレイン（アニタ・エリス（英語版）による吹き替え）とコーラスによる歌と踊り）
- 1975年：『ラッキー・レディ (Lucky Lady)』 - バート・レイノルズが船中でこの歌を歌う[10]
- 1979年：『Just You and Me, Kid』
- 2008年：『僕らのミライへ逆回転 (Be Kind Rewind)}』 - モス・デフが歌い、作中ではファッツ・ウォーラーの録音も聴かれる。